# Emakimono
Emakimono (絵巻物, emaki-mono, lit. "rolo de pintura") ou simplesmente emaki, é um sistema de narrativa ilustrada cuja origem remonta ao período Nara, século VIII. Surgiu das primeiras cópias dos seus homólogos chineses mais antigos denominados de gakan. Esta nova forma de expressão artística combinava texto e imagem, e era desenhada, pintada, ou estampada num suporte numa orientação horizontal. As imagens ilustradas retratavam batalhas, romances, religião, contos populares e histórias do mundo sobrenatural. Os rolos (makimono) geralmente feitos de papel ou de seda, foram predominantes durante os períodos Heian e Kamakura.

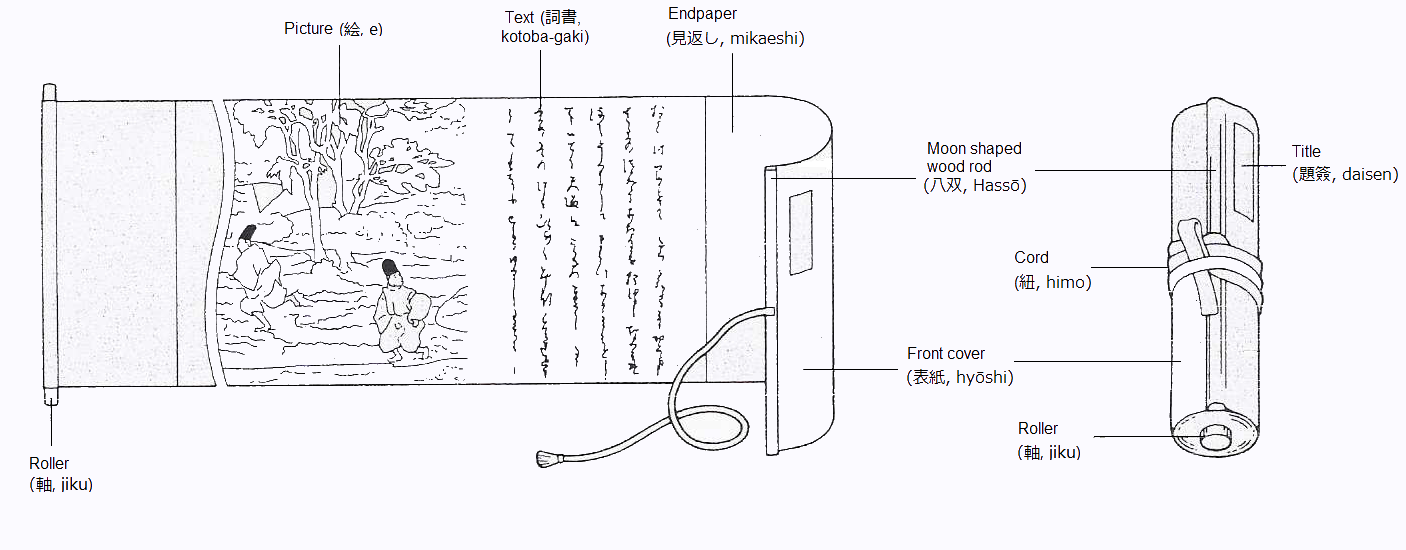
Diagrama de um emakimono.

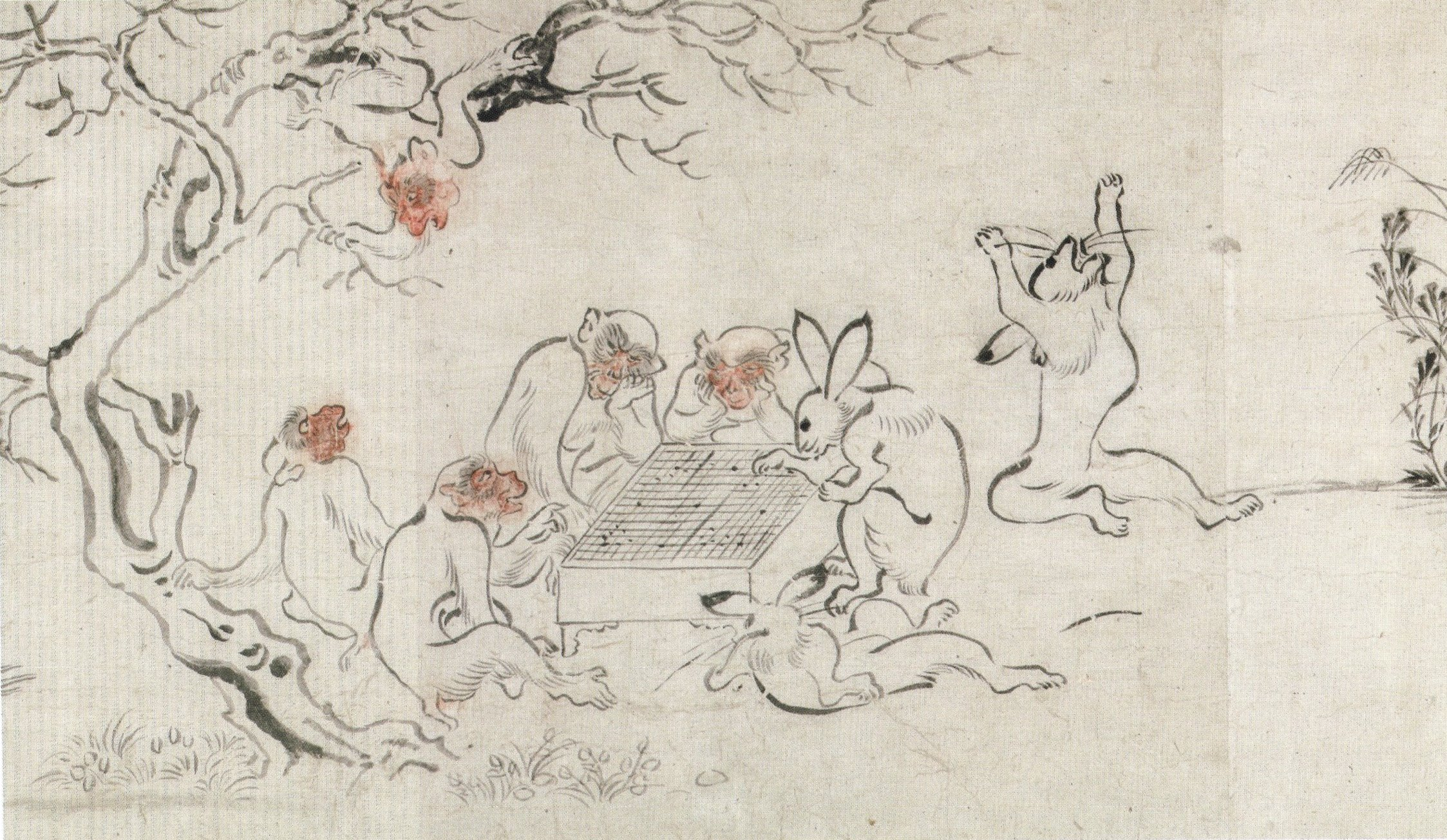
Chōjū-giga

O exemplar de emaki mais antigo existente foi pintado no ano 735. Estes rolos podem ser considerados uma das primeiras formas de arte sequencial juntamente com a escrita hieroglífica egípcia, os vitrais da época medieval e alguns manuscritos pré-colombianos da América Central.
Por volta do ano 1130 , o ilustrado Conto de Genji tornou-se uma das mais importantes e significativas obras de pintura da arte japonesa.